# Barbula scleromitra
Barbula scleromitra är en bladmossart som beskrevs av Bescherelle 1894. Barbula scleromitra ingår i släktet neonmossor, och familjen Pottiaceae. Inga underarter finns listade i Catalogue of Life.